# Black Out (quiz)
Black Out was een quiz op de Vlaamse televisiezender Canvas, die werd uitgezonden in 2006 en 2007.
De quiz werd gepresenteerd door Jo Van Damme en geproduceerd door productiehuis DeMENSEN. De quiz werd opgenomen in een studio te Vilvoorde. Er zijn 63 afleveringen gemaakt.

## Spelverloop
Black Out wordt telkens met twee kandidaten gespeeld en duurt een half uur. Elke aflevering is een concurrentiestrijd tussen de winnende kandidaat uit de vorige aflevering en de nieuwe uitdager van die kandidaat. Het doel van de quiz is tweeledig: enerzijds worden de kandidaten op hun algemene kennis getest en anderzijds op hun kortetermijngeheugen. Voor elk antwoord wordt de beginletter als te onthouden element meegegeven, en de bedoeling bestaat erin alle correcte antwoorden foutloos te kunnen reproduceren. De beide spelers zitten in een zetel en kijken naar een scherm.

### Openingsronde
In de eerste ronde krijgen de kandidaten twee vragen uit hun persoonlijke interessegebied. De maximale stand is dus 2-2, indien ze allebei beide vragen juist hebben.

### 1ste ronde
In deze ronde worden aan beide spelers vier vragen gesteld. Op het scherm staat een aantal willekeurige begrippen; bij elke vraag worden vier begrippen uitgelicht, waarvan één het juiste antwoord op de vraag is. De maximale stand is aan het eind van deze ronde 6-6.

### 2de ronde
De tweede ronde werkt met citaten of uitdrukkingen, waarvan de verschillende woorden door elkaar op het scherm staan. Beide spelers krijgen drie vragen, door een term uit te lichten, waarmee het citaat zichtbaar wordt dat met de desbetreffende vraag verband houdt. Hebben ze allebei alle vragen juist, is de maximale stand hier 9-9.

### 3de ronde
In de derde ronde krijgen beide kandidaten vier vragen. Het juiste antwoord op elk daarvan staat op het scherm, tussen 34 andere termen waarvan de meerderheid niets met de vraag te maken heeft; deze termen dienen hoofdzakelijk ter misleiding en dienen uiteraard niet onthouden te worden. De maximale stand is, aan het eind van de derde ronde, 13-13.

### Finale
Het doel voor beide kandidaten in de finale is zo veel mogelijk punten van de tegenstander weg te krijgen. Van alle in de loop van de quiz gestelde vragen wordt de beginletter getoond: om de beurt dienen de spelers het antwoord dat met deze letter begon te reproduceren, en dit binnen de vijf seconden. Telkens wanneer een speler zich een antwoord herinnert, verliest zijn/haar tegenstrever een punt. Op die manier slaagt de kandidaat die zich de meeste antwoorden herinnert erin de score van zijn/haar tegenspeler tot nul te herleiden. Degene met het beste geheugen is zodoende de winnaar.

## Overige regels
Iedereen kan maximaal vijfmaal deelnemen. Op het eind van elke aflevering wordt aan de winnaar het bedrag toegekend dat correspondeert met diens hoogste stand op het eind van de derde ronde, vermenigvuldigd met €100. Heeft de kandidaat nog punten over op het eind van de finale, dan worden die in de zogenaamde blackpot gestopt. Wie vijf afleveringen na elkaar wint, ontvangt naast de in de vijf gewonnen afleveringen opgestapelde bedragen eveneens de opgespaarde punten uit deze blackpot, vermenigvuldigd met €100.
De vragen reiken qua inhoud zo breed mogelijk en variëren sterk qua moeilijkheidsgraad. Gewoonlijk zijn er meerdere antwoorden die met dezelfde letter beginnen, wat het memoriseren van de verschillende antwoorden bemoeilijkt. Daarentegen komen in de praktijk Q, X en Y vrijwel nooit voor: de zeldzaamheid van deze letters zou het antwoord gemakkelijk onthoudbaar maken. De openingsronde en rondes een en twee werken met een tijdslimiet van zeven seconden; in de derde ronde en de finale krijgen de spelers vijf seconden.
Na elke ronde slaat de presentator een babbeltje met de spelers omtrent een bepaalde vraag of hun respectieve hobby's en bezigheden, gedeeltelijk ook met als doel hun concentratie te verstoren.